# Стормстаун (Пенсільванія)
Стормстаун (англ. Stormstown) — переписна місцевість (CDP) в США, в окрузі Сентр штату Пенсільванія. Населення — 2468 осіб (2020).

## Географія
Стормстаун розташований за координатами 40°47′20″ пн. ш. 78°1′9″ зх. д. / 40.78889° пн. ш. 78.01917° зх. д. (40.788951, -78.019146).  За даними Бюро перепису населення США в 2010 році переписна місцевість мала площу 20,59 км², уся площа — суходіл.

## Демографія
Згідно з переписом 2010 року, у переписній місцевості мешкало 2366 осіб у 789 домогосподарствах у складі 690 родин. Густота населення становила 115 осіб/км².  Було 819 помешкань (40/км²).
Расовий склад населення:
| - 97,2 % — білих - 0,9 % — азіатів - 0,5 % — чорних або афроамериканців |

До двох чи більше рас належало 1,4 %. Частка іспаномовних становила 1,2 % від усіх жителів.
За віковим діапазоном населення розподілялося таким чином: 29,4 % — особи молодші 18 років, 64,5 % — особи у віці 18—64 років, 6,1 % — особи у віці 65 років та старші. Медіана віку мешканця становила 40,6 року. На 100 осіб жіночої статі у переписній місцевості припадало 103,6 чоловіків;  на 100 жінок у віці від 18 років та старших — 101,3 чоловіків також старших 18 років.
Середній дохід на одне домашнє господарство  становив 113 678 доларів США (медіана — 104 464), а середній дохід на одну сім'ю — 120 807 доларів (медіана — 113 125). Медіана доходів становила 76 146 доларів для чоловіків та 50 625 доларів для жінок. За межею бідності перебувало 3,5 % осіб, у тому числі 2,6 % дітей у віці до 18 років та 0,0 % осіб у віці 65 років та старших.
Цивільне працевлаштоване населення становило 1370 осіб. Основні галузі зайнятості: освіта, охорона здоров'я та соціальна допомога — 45,3 %, науковці, спеціалісти, менеджери — 13,9 %, мистецтво, розваги та відпочинок — 8,4 %, фінанси, страхування та нерухомість — 6,4 %.